# Euploea albifrons
Euploea albifrons är en fjärilsart som beskrevs av Van Eecke 1915. Euploea albifrons ingår i släktet Euploea och familjen praktfjärilar. Inga underarter finns listade i Catalogue of Life.